# День битвы за Британию
День битвы за Британию (англ. Battle of Britain Day) — название крупномасштабной воздушной битвы между Германией и Великобританией, произошедшей 15 сентября 1940 года в ходе битвы за Британию Второй мировой войны.
К июню 1940 года Германия завоевала большинство стран Западной Европы и Скандинавии. Британская империя осталась единственной значительной силой в Западной Европе, препятствующей полному господству немцев. После того, как англичане отклонили несколько мирных предложений, Гитлер приказал  германским военно-воздушным силам уничтожить королевские военно-воздушные силы Великобритании, чтобы обеспечить господство в воздухе перед началом высадки десанта в ходе планировавшейся операции «Морской лев».
В июле 1940 года немецкие ВВС нарушили торговое судоходство в проливе Ла-Манш. В августе были атакованы аэродромы королевских ВВС на юге Англии. К началу сентября поставленная Гитлером задача всё ещё не была выполнена. Немцы переключились на стратегическую бомбардировку английских городов, направленную как на уничтожение военных сил и промышленности, так и на моральное давление на жителей. Атаки начались 7 сентября 1940 года, достигнув апогея к 15 сентября.
В воскресенье 15 сентября 1940 года ВВС Германии приступили к наиболее массированной атаке на Лондон в надежде полностью уничтожить военный потенциал ВВС Великобритании. Около 1500 самолетов приняло участие в воздушных боях, которые продолжались до наступления сумерек. Атака стала кульминацией битвы за Британию.
Истребители королевских ВВС Великобритании успешно противостояли немецким налетам. Из-за большой облачности немецкие формирования оказались рассредоточены и не причинили серьезного ущерба Лондону. По итогам битвы Гитлер отложил операцию «Морской лев». Потерпев поражение в дневное время, Германия переключилась на ночные бомбардировки территории Великобритании, которые длились до мая 1941 года.
В настоящее время в Великобритании 15 сентября ежегодно празднуется годовщина битвы, этот день также известен как «День битвы за Британию». В Канаде празднование происходит в третье воскресенье сентября.

## Предыстория
Битва за Британию началась 10 июля 1940 года, когда первые бомбардировщики немецких военно-воздушных сил атаковали конвои и корабли королевского военно-морского флота Великобритании в портах и проливе Ла-Манш. В результате успешных боевых действий немцам удалось вынудить британцев отказаться от морских путей через Ла-Манш и перенаправить поставку грузов в порты на северо-востоке Англии. После этого Германия перешла ко второму этапу своего воздушного наступления; были атакованы аэродромы и сопутствующие объекты королевских ВВС на юге Англии. Кодовое название операции — «Адлерангриффе». 13 августа немецкие ВВС предприняли самую масштабную на тот момент воздушную атаку, которая, однако, оказалась неудачной Тем не менее, с большими потерями для обеих сторон налёты продолжались. Некоторые историки полагают, что эти атаки оказались незначительны для Великобритании, другие считают, что атаки сильно повлияли на королевские ВВС.
К началу сентября поставленная Гитлером задача достижения господства в воздухе всё ещё не была выполнена. После налёта британской авиации на Берлин в конце августа 1940 года, Гитлер приказал люфтваффе сосредоточить атаки на Лондоне. По его замыслу этот шаг мог вынудить Великобританию дать большое решающее сражение. Резкое изменение стратегии сначала застало англичан врасплох. Первые дневные атаки 7 сентября нанесли значительный ущерб и повлекли жертвы среди гражданского населения. 109 100 тонн грузов было повреждено в устье Темзы, 1600 человек было убито или ранено. Тем не менее, Гитлер оставался недоволен тем, что его ВВС оказались неспособны быстро уничтожить истребительную авиацию королевских ВВС. Он не принял чрезмерно оптимистичные отчёты о разгроме британской авиации и приказал продолжить бомбардировки объектов промышленности и связи.
В течение следующих нескольких дней плохая погода препятствовала проведению крупных атак. 9 и 11 сентября были проведены только небольшие налёты. В это время командующий истребительной авиацией ВВС Великобритании Хью Даудинг получил возможность укрепить свои силы и подготовиться к дальнейшим атакам на столицу.

## Планы

### Германия
14 сентября Гитлер в рейхсканцелярии в Берлине провёл обсуждение будущего направления ведения войны. Герман Геринг отсутствовал на совещании, так как был занят осмотром сил люфтваффе в Бельгии. Вместо него присутствовал его заместитель Эрхард Мильх. Гитлер высоко оценил ряд атак, в ходе которых был нанесён значительный урон королевским ВВС и Лондону. Основной причиной того, что не были достигнуты более выдающиеся результаты, были названы погодные условия в регионе. Тем не менее, Гитлеру было очевидно, что господство в воздухе Великобритании до сих пор не достигнуто. Высадка десанта в ходе планировавшейся операции «Морской лев» оказалась невозможна. Гросс-адмирал Эрих Редер, главнокомандующий Кригсмарине, придерживался того же мнения. Он считал, что операцию «Морской лев» следует проводить только в крайнем случае, независимо от успехов авиации.
Гитлер планировал продолжить воздушные атаки на военные объекты британской столицы. Начальник Генерального штаба люфтваффе Ганс Ешоннек также предлагал провести ряд атак для снижения боевого духа англичан. По его мнению, военные и промышленные объекты были расположены слишком отдалённо, чтобы их уничтожение заметно отражалось на морали защитников. Вместо этого Ешоннек предлагал провести бомбардировку жилых районов. Тем не менее, Гитлер приказал атаковать только военные объекты Лондона 
Погодные условия на территории Франции, Бельгии и южной Англии стали благоприятными для ведения боевых действий. ВВС Германии приготовились для атаки по целям, обозначенным Гитлером. Штаб 2-го воздушного флота, базирующийся в Брюсселе запланировал двустороннее наступление на 15 сентября. Первой целью была выбрана железнодорожная станция Баттерси в районе Баттерси Южного Лондона. На этом участке было до 12 путей рядом, которые связывали Лондон с тяжелой промышленностью Западного Мидленда и другими промышленными городами на севере и юго-востоке Англии. Среди множества путей встречались и железнодорожные мосты, которые были уязвимы для атак с воздуха. Уничтожение подобных объектов могло подорвать коммуникацию между отдельными регионами. В качестве второй цели были выбраны доки в устье Темзы, в том числе склады в Ист-Энде, Коммерческие доки Суррея к югу и Королевские доки.

#### Разведка
Немецкая разведка полагала, что ВВС Великобритании значительно пострадали от атак. И продолжающиеся бомбардировки Лондона подтверждали это предположение, так как ни один бомбардировщик люфтваффе не встречал хорошо организованной и эффективной обороны, характерной для августа 1940 года. В случае, если это предположение верно, атака важных военных и промышленных объектов Лондона вынудила бы королевские ВВС защищать их, что позволяло люфтваффе уничтожить оставшиеся истребители противника. Таким образом, предстоящая атака одновременно должна была обеспечить господство в воздухе, разрушить важную железнодорожную сеть, уничтожить корабли и груз из Северной Америки и повлиять на боевой дух гражданского населения, демонстрируя уязвимость Лондона.
Продолжение атак на Лондон стало контрпродуктивным, и в этом вопросе ВВС Германии пострадали от серьезных просчетов своей разведки. По имевшейся информации королевские ВВС держались на последних резервах, и ещё одна атака гарантировала победу. Ошибочность этих суждений экипажи бомбардировщиков проверили 15 сентября. Британские ВВС получили необходимый перерыв для отдыха и всё ещё были в состоянии следить за приближающимся врагом задолго до того, как первый немецкий самолет достигнет воздушного пространства Великобритании. Кроме того, атака на Лондон подвергала бомбардировщиков большой опасности из-за перелётов на большие расстояния во враждебном воздушном пространстве.